# Tropikariet Helsingborg
Tropikariet Helsingborg är en biotropisk inomhusdjurpark belägen i Helsingborg. Anläggningen öppnade för allmänheten år 1994 .

## Historia
Tropikariet Helsingborg ursprungliga placering var i Ångfärjestationen. År 2002 genomfördes en betydande förändring i dess etablering då anläggningen flyttades från hamnen till en ombyggd industriell lokal i Stattenaområdet.